# Colledimezzo
Colledimezzo est une commune de la province de Chieti dans les Abruzzes en Italie.

## Administration
| Période                                  | Période  | Identité         | Étiquette       | Qualité |
| ---------------------------------------- | -------- | ---------------- | --------------- | ------- |
| 14 juin 2004                             | En cours | Gionni Forchetti | Nuove Idee Prov |         |
| Les données manquantes sont à compléter. |          |                  |                 |         |

### Communes limitrophes
Atessa, Montazzoli, Monteferrante, Pietraferrazzana, Villa Santa Maria